# Viktor Marcinka
Viktor Marcinka (* 18. července 1954) je bývalý slovenský fotbalista, útočník.

## Fotbalová kariéra
V československé lize hrál za Inter Bratislava. Nastoupil v 1 ligovém utkání. Gól v lize nedal.

## Ligová bilance
| Ročník                                   | Zápasy | Góly | Minuty | Klub             |
| ---------------------------------------- | ------ | ---- | ------ | ---------------- |
| 1. československá fotbalová liga 1975/76 | 1      | 0    | 79     | Inter Bratislava |
| CELKEM 1. liga                           | 1      | 0    | 79     |                  |